# Edda Weßlau
Edda Weßlau (* 9. September 1956 in Wolfsburg; † 12. April 2014 in Bremen) war eine deutsche Juristin,  Kriminalwissenschaftlerin, Hochschullehrerin und Richterin.

## Biografie
Weßlau absolvierte bis zum Abitur das Theodor Heuss-Gymnasium in Wolfsburg. Sie studierte ab 1977 Rechtswissenschaften an der Universität Hamburg und war dort Wissenschaftliche Mitarbeiterin am Seminar für Strafrecht und Kriminologie bei Gerhard Fezer.
Sie gehörte zur neuen Redaktion der Quartalszeitschrift Demokratie und Recht (DuR), nachdem bei einem Redaktionswechsel Frank-Walter Steinmeier und Brigitte Zypries aus der Redaktion der Zeitschrift ausgeschieden waren. Die Zeitschrift erschien im Pahl-Rugenstein Verlag, der unter Beobachtung des Verfassungsschutzes stand. Später gehörte sie zur Redaktion von Kritische Justiz.
1988 promovierte und 1994 habilitierte Weßlau. 1992 wurde ihre Tochter geboren. 1995 wurde sie als Professorin für Strafrecht und Strafprozessrecht an die Universität Bremen berufen. Sie gehörte in Bremen zu den ersten drei Hochschullehrerinnen in den Rechtswissenschaften. Von 2005 bis 2009 war sie an der Universität Bremen Dekanin des juristischen Fachbereichs, von 2007 bis 2011 stellvertretende Richterin am Bremer Staatsgerichtshofs. Bis zuletzt gehörte sie – seit 2009 – dem Direktorium des Zentrums für Europäische Rechtspolitik (ZERP) an. Edda Weßlau hat frühzeitig (1995) die zwangsweise Verabreichung von Emetika an Verdächtige als rechtswidrig kritisiert, die letztlich 2004 zum Tod eines Schwarzafrikaners unter den Händen eines Bremer Polizeiarztes führte.

## Publikationen (Auswahl)
Von Edda Weßlau stammen zahlreiche Publikationen, vor allem zum Strafverfahrensrecht:
- mit Jens von Wedel: Ein Toter von Amts wegen?: Die Verstrickung des Verfassungsschutzes in den Mordfall Ulrich Schmücker. Initiative für einen neuen Schmücker-Prozess, Berlin 1980 und 1981.
- Vorfeldermittlungen – Probleme der Legalisierung „vorbeugender Verbrechensbekämpfung“ aus strafprozessrechtlicher Sicht. Duncker & Humblot, Berlin 1989, ISBN 3-428-06734-7 (= Reihe Strafrechtliche Abhandlungen, Band 65, zugleich Dissertation an der Universität Hamburg).
- Das Konsensprinzip im Strafverfahren – Leitidee für eine Gesamtreform? Nomos, Baden-Banden, 2002, ISBN 3-7890-8125-6; 2. Auflage, Berliner Wissenschafts-Verlag, Berlin 2003, ISBN 978-3-8305-0495-5 (= Strafrechtswissenschaft und Strafrechtspolitik, Band 12).
- „Peiniger tot – Frau vor Gericht“ – Der „Haustyrannenmord“ – Ein Beispiel für das Verhältnis von Dogmatik, Lebenswirklichkeit und Rechtspolitik. In: Sven Burkhardt u. a. (Hrsg.) Korrespondenzen. In Sachen: Strafvollzug, Rechtskulturen, Kriminalpolitik, Menschenrechte. Lit, Berlin 2005, S. 368–379, ISBN 978-3-8258-8658-5 (= Bremer Forschungen zur Kriminalpolitik, Band 5).
- Von der Aufrechterhaltung der Moral über den Opferschutz zum Standortfaktor – oder: Was heißt rationale Kriminalpolitik heute? In: Helmut Pollähne, Heino Stöver (Hrsg.): Komplemente in Sachen: Kriminologie, Drogenhilfe, Psychotherapie, Kriminalpolitik, Lit, Berlin 2010, S. 251–260, ISBN 978-3-643-10482-3 (= Bremer Forschungen zur Kriminalpolitik, Band 13).